# Saint-André-de-Messei
 Saint-André-de-Messei  es una población y comuna francesa, situada en la región de Baja Normandía, departamento de Orne, en el distrito de Argentan y cantón de Messei.

## Demografía
| 346 | 333 | 336 | 474 | 582 | 551 |
| Para los censos de 1962 a 1999 la población legal corresponde a la población sin duplicidades (Fuente: INSEE [Consultar]) |     |     |     |     |     |